# Cueva Las Maravillas Airport
Cueva Las Maravillas Airport är en flygplats i Dominikanska republiken. Den ligger i provinsen San Pedro de Macorís, i den östra delen av landet, 70 km öster om huvudstaden Santo Domingo. Cueva Las Maravillas Airport ligger 2 meter över havet.
Terrängen runt Cueva Las Maravillas Airport är platt. Havet är nära Cueva Las Maravillas Airport söderut. Närmaste större samhälle är San Pedro de Macorís, 1,3 km norr om Cueva Las Maravillas Airport. Trakten runt Cueva Las Maravillas Airport består till största delen av jordbruksmark.